# Evan Mock
Pour les articles homonymes, voir Mock.
Evan Mock, né le 8 avril 1997 à Waimea Bay (Hawaï), est un mannequin, acteur et skateur américain. Il est notamment connu pour avoir joué dans la série HBO Max Gossip Girl.

## Biographie
Evan Mock est né à Waimea Bay sur Oahu à Hawaï. Sa mère est philippine, tandis que son père est américain et fabricant d'ailerons de planche de surf. Il a été scolarisé à la maison.

## Carrière
En grandissant, il aspire à être surfeur ou skateur professionnel. À 18 ans, il déménage en Californie pour se professionnaliser dans le skateboard et se fait connaitre après que le chanteur Frank Ocean ait publié une vidéo de lui en train de skater.
En juillet 2021, il fait ses premiers pas à la télévision en incarnant Akeno "Aki" Menzies, l'un des rôles principaux du spin off de Gossip Girl d'HBO Max.

## Filmographie

### Télévision
- depuis 2021 : Gossip Girl : Akeno « Aki » Menzies (12 épisodes)